# صراع الأدوار

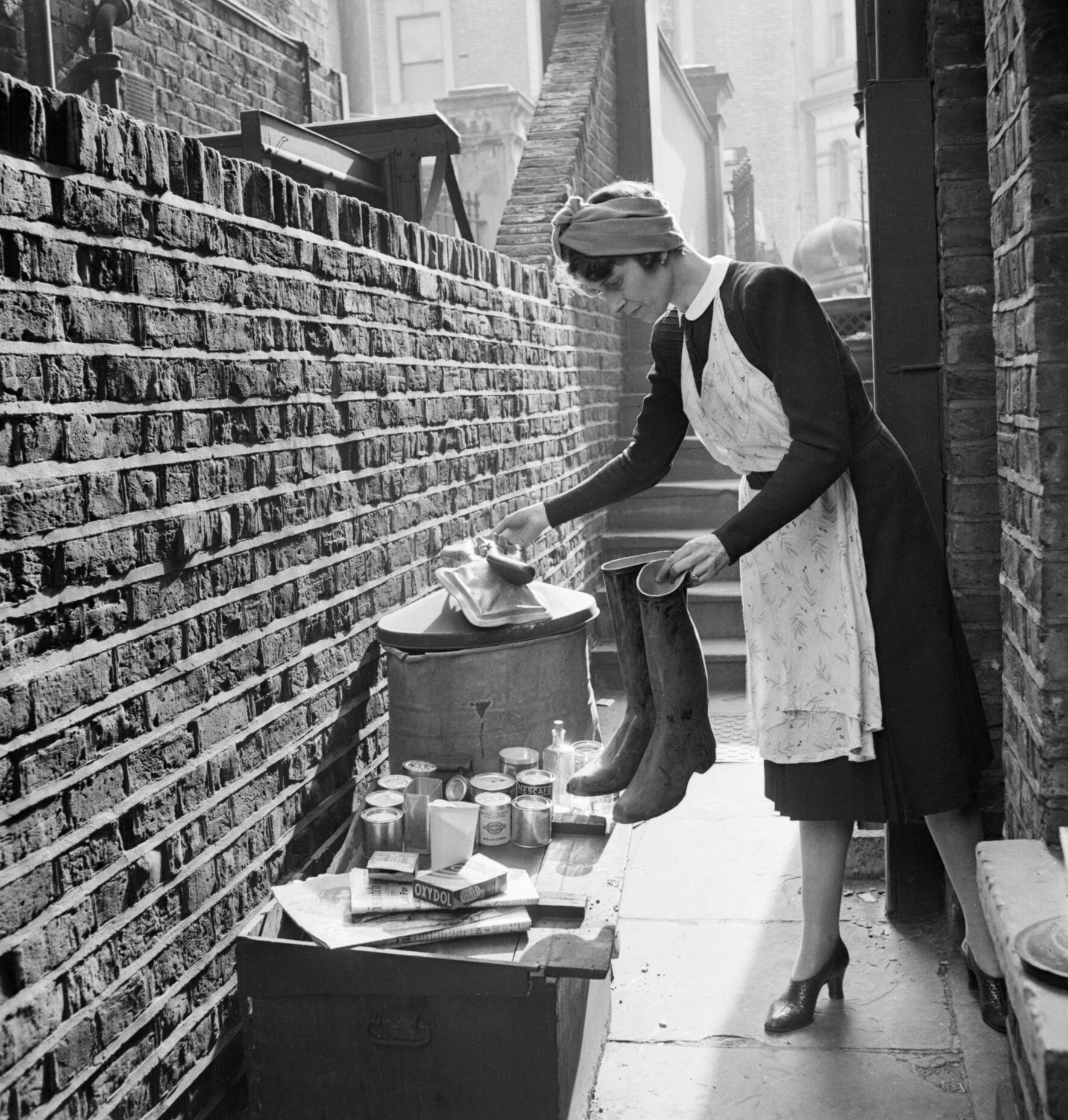

يحدث صراع الأدوار عند وجود مطالب متناقضة ملقاة على عاتق شخص ترتبط بعمله أو منصبه. يكابد الأشخاص صراع الأدوار عندما يجدون أنفسهم محصورين بتوجهات متعددة عند محاولتهم للاستجابة إلى الأوضاع التي يشغلونها. يمكن لصراع الدور أن يكون شيئًا موجودًا إما لفترةٍ قصيرة أو طويلةٍ من الوقت، ويمكن أيضًا أن يكون مرتبطًا بالتجارب الظرفية.
يحدث الصراع داخل الأدوار عندما تكون المطالب ضمن مجال واحد في الحياة، مثل العمل. ومن الأمثلة عندما يطلب مديران من موظفٍ القيام بمهمة، ولا يمكن تحقيق كليهما في نفس الوقت. يحدث الصراع داخل الأدوار في مجالات الحياة. مثال على الصراع داخل الأدوار الزوج والأب الذي هو أيضًا قائد شرطة. ففي حال ضرب إعصارٌ المدينة الصغيرة التي يعيش فيها، يجب أن يقرر الرجل فيما إذا يجب عليه الذهاب للمنزل والبقاء مع عائلته وينفذ دوره بصفته رجلًا وأبًا صالحًا أو يبقى وينفذ واجبات قائد الشرطة «الصالح»؛ لأن المدينة بأكملها تحتاج خبرته.
يبدأ الصراع بين الأدوار بسبب الرغبة البشرية لتحقيق النجاح، وبسبب الضغط الموضوع على فرد من خلال مطلبين مفروضين ومتعارضين ينافسان بعضهما. تكون تأثيرات صراع الأدوار -كما وُجِد من خلال دراسات الحالة واستطلاعات الرأي في كافة أنحاء البلد- مرتبطةً بصفات الشخصية الفردية والعلاقات بين الأفراد. يمكن لصراعات صفات شخصية الفرد أن تظهر داخل صراع دور الشخصية عندما «تكون جوانب من شخصية الفرد في صراعٍ مع جوانب أخرى لنفس شخصية الفرد». يمكن أن تسبّب العلاقات بين الأفراد صراعًا؛ لأنها حسب التعريف «وجود علاقة بين شخصين أو أكثر تترواح بين السريعة إلى طويلة الأمد، التي يمكن أن تسبب هذا الصراع».
مثال: «يتولى الأشخاص في الدول المعاصرة ذوي الدخل العالي مسؤولياتٍ متعددةً مطلوبة من قبل أوضاعهم وأدوارهم المختلفة. فكما تشهد معظم الأمهات أن كلًّا من تربية الأولاد والعمل في الخارج استنزاف جسديّ وعاطفيّ. وهكذا يعرّف الخبراء الاجتماعيون صراع الدور بصفته صراعًا بين الأدوار المتعلقة بوضعين أو أكثر».
يعرّف مجال دينامية الجماعة في علم النفس على أنه صراع الأدوار ضمن إطار مجموعة. يمكن أن يشعر أعضاء المجموعة أنهم مسؤولون عن أكثر من دورٍ واحدٍ ضمن هذا الإطار ويمكن لهذه الأدوار أن تصبح غير مقبولة مع بعضها. يوجد صراع الأدوار عندما تكون التوقعات عن دورين أو أكثر متعارضة. على سبيل المثال، يمكن لمدير مصنع أن يشعر بالضغط بسبب دوره بصفته صديقًا وموجهًا للموظفين التابعين له، بينما يجب عليه أن يبدي الصرامة والعين اليقظة المهنية أمام الموظفين.

## الصراع بين العمل والحياة الأسرية
يُلاحظ صراع الأدوار بشكل شائع بين العمل والحياة الأسرية. لاحظ الباحثون تراجع معدل الخصوبة في الدول المتقدمة. تقترح بعض الدراسات أن هذا الانخفاض قد يكون عائدًا إلى زيادة النساء المزاولات للمهن والمتلقيات للتعليم. يظهر البحث أن النساء اللواتي يملكن صعوباتٍ أكثر في موازنة حياتهن المهنية وواجباتهن الأسرية سيكون لديهن في الآخر أطفالًا أقل. وبينما يعتقد بعض الأشخاص أن صراع الأدوار بين العمل والحياة الأسرية يحدث فقط عند النساء، أظهرت دراسة في عام 2008 لمعهد الأسر والعمل أن 49% من الموظفين الذكور مع عائلات يكابدون الصراع بين العمل والحياة الأسرية. أظهرت الدراسة أيضًا أن  مرونة العمل الاهتمام الأول للإناث العاملات مع أسر والمسألة الثانية والثالثة للذكور العاملين مع أسر. يمكن للمرونة في مكان العمل أن تكون راحةً كبيرةً للشخص الساعي للتوازن بين مهنته وحياته المنزلية. يمكن لوجود هذا التحكم أن يغير العلاقة بين العمل والحياة الأسرية للأفضل ويستطيع ضبط صراع الأدوار، وقد تعطي مشاركة شركاتٍ أكثر في هذا الفعل نتائج أفضل للجميع. أُجريت دراسةٌ أخرى في فرنسا حيث كان يتدخل للغاية نفس صراع الأدوار بين العمل والحياة الأسرية الشائع. وجدت هذه الدراسة أن حتى العمل من المنزل ليس بحلٍّ، إلا أن القدرة على القدوم متأخرًا أو المغادرة باكرًا، في جدول مرن هو أفضل ما يمكن عمله للتعامل مع صراع الأدوار. يتيح وجود هذا النوع من الجدول المرن قدرة تعامل الأشخاص مع صراع الأدوار ومحاولة لضبطه والتغلب عليه بشكل أفضل. ومجددًا تؤيد هذه الدراسة أنه في حال ابتدعت الشركات هذا النوع من الجدول المرن يمكن له أن يكون حلًا ممكنًا ومحددّا.
يمكن أن تنافس متطلبات صراع الأدوار للأدوار المختلفة الوقت المحدود للشخص، أو يمكن أن تحدث بسبب توتراتٍ متنوعةٍ مرتبطةٍ بأدوارٍ عدةٍ. يستطيع بعض الأشخاص لعب دورٍ واحدٍ يؤدونه جيدًا، بينما يستطيع آخرون لعب عدة أدوارٍ يؤدونها أيضًا بشكلٍ جيدٍ. على سبيل المثال، نحن نرى الأب بصفته معيلًا وحاميًا بينما نرى النساء بصفتهن زوجات، يطبخن وينظفن. إذا دخل رجل إلى المطبخ وطبخ، يمكن أن نشعر بأنه يتصرف بشكل غير مناسب ونفس الشيء في حال قامت النساء بأعمالٍ يدوية في المنزل. تعد هذه النظرة سببًا متجذّرًا لشعور العديد من النساء الأمهات بالصراع عندما يعملن بدوام كامل. تطورت حقوق المرأة بشكلٍ عظيمٍ في الأربعين سنة الماضية، فشاركت النساء بعض الحقوق المماثلة مع الرجل. وبينما تقدمت النساء في شغل أدوار مختلفة، لم يقدم الرجال المساعدة في موازنة عبء العمل. يُتوقع من الأمهات المعاصرات أن يتمعن بنموذج القدرة المهنية للرجل والتألق المنزلي بعد الأم/الزوجة المثالية في خمسينيات القرن العشرين. في الواقع، تملك النساء صعوبةً في موازنة الوقت بين الاثنين. تشعر العديد من النساء بأنهن أُجبرن على الاختيار بين المهنة والعائلة، ثم أشعرهن المجتمع بالذنب حول اختيارهن.

## العوامل الاجتماعية بين البالغين محدودي الدخل
عندما يملك الفرد مسؤولياتٍ أو واجباتٍ أو متطلباتٍ لأداور عدة من التعلم أو العمل أو العلاقات الأسرية، يصعب عليه تدبر الأمر. إضافةً إلى ذلك، تكون المسؤوليات سهلة الترتيب بينما يمكن أن تكون صعبة السيطرة في أوقات أخرى عندما يعيش الفرد في أسرة محدودة الدخل.

## الرجال المتشردون والجندر
التشرد: هو حالة تحمل أضرارًا ثقيلةً على أي شخص، وخاصةً على الرجال مع أطفال أو المدمنين. تصف أدوار الجندر التقليدية الرجال بصفتهم الممولين. يكون الرجال المتشردين عادةً دون وظيفة؛ فيفتقرون إلى إمكانات تمويل الموارد التي تحتاجها عائلاتهم. يمكن لهذا أن يسبّب مستويات عالية من الأسى عند الرجال. يمكن أن يكون الرجال المتشردون مقدمي الرعاية الوحيدين لأطفالهم أثناء التشرد. قد يقود هذا إلى مستويات عالية من التوتر عند الرجال؛ لأنه يُتوقع منهم أن يتحملوا دور كلٍّ من الممولين والمربين. يمكن للانتقال أن يكون ساحقًا.

## في السجون
تُملأ السجون في الغالب بالنزلاء الذكور. قد يكون هذا بسبب التركيبة المسيطرة للذكورية، التي تدفع الرجال إلى الإجرامية والعنف. يُرمز إلى الذكورية المسيطرة بالتحكم والاستقلالية والمغايرة الجنسية والعدوانية والسلطة والمقدرة على العنف في الثقافة الأميركية. عندما يجد الذكور أنفسهم يفتقرون إلى إحدى هذه المجالات قد ينساقون لتعويضها في مجالات أخرى، مثل عندما يحاول شابّ فقيرٌة عاطل عن العمل إظهار ذكوريته من خلال حمل مسدس أو ارتداء ألبسة مرتبطة بالعصابات. عندما يوضع فرد في السجن، تكون العديد من المصادر المستخدمة لتأكيد الذكورية غير متاحة بسهولة، ولذلك يبحث الرجال عن طرق أخرى لإظهار ذكوريتهم. يجد العديد من النزلاء ضرورة ارتداء قناع الذكورية المفرطة، التي قد تتصارع مع شخصيتهم الطبيعية؛ لكي يحافظوا على وضعهم داخل السجن. هذا التوقع للحفاظ على فكرة معينة من الذكورية «يناقض الحاجات والرغبات البشرية الأساسية للتعبير العاطفي؛ فيخلق توترًا وصراعًا بين طبيعة جوهر الرجال والتوقعات الاجتماعية».
لا يُشاهد صراع الأدوار فقط عند نزلاء السجن، بل أيضًا عند موظفي السجن. يوجد نوعان من السجون، سجون الاحتجاز وسجون الإصلاح. الهدف الأول من سجون الاحتجاز حماية المجتمع من خلال المحافظة على ضبط النزلاء. يُتوقع من الشرطة الإصلاحيين المحافظة على النظام، وتطبيق القوانين، وتوفير الوصاية. إحدى القواعد الأساسية لعملهم أن يبقى التفاعل متباعدًا بين النزلاء والشرطة. تهدف السجون الإصلاحية بشكل أساسي إلى حماية المجتمع عن طريق إعادة تأهيل النزلاء. يُتوقع من الشرطة الاستجابة للنزلاء بأسلوب مريح وتحسين الروابط معهم. تجمع السجون حاليًا نوعي السجون ويكابد الموظفون صراع الأدوار. يُطلب من الشرطة القيام بأعمال متضاربة مثل البقاء بعيدين اجتماعيًا في حين يُطلب أيضًا بناء علاقات قريبة داعمة مع النزلاء. ويؤكد هذا أنه ينتج عن دمج سجون الاحتجاز والإصلاح عادةً مجموعتين متميزتين من الموظفين تُعارضان بعضهما بصورة متبادلة.